# Первушино
Перву́шино (рос. Первушино, башк. Первушин) — село у складі Кушнаренковського району Башкортостану, Росія. Входить до складу Старокамишлинської сільської ради.
Населення — 440 осіб (2010; 503 у 2002).
Національний склад:
- росіяни — 37 %
- татари — 31 %